# Edmond Dehodencq
Edmond Dehodencq (* 1862 in Cádiz, Spanien; † 29. April 1887 in Paris) war ein französischer Maler und Radierer sowie Bildhauer einer Büste.

## Leben

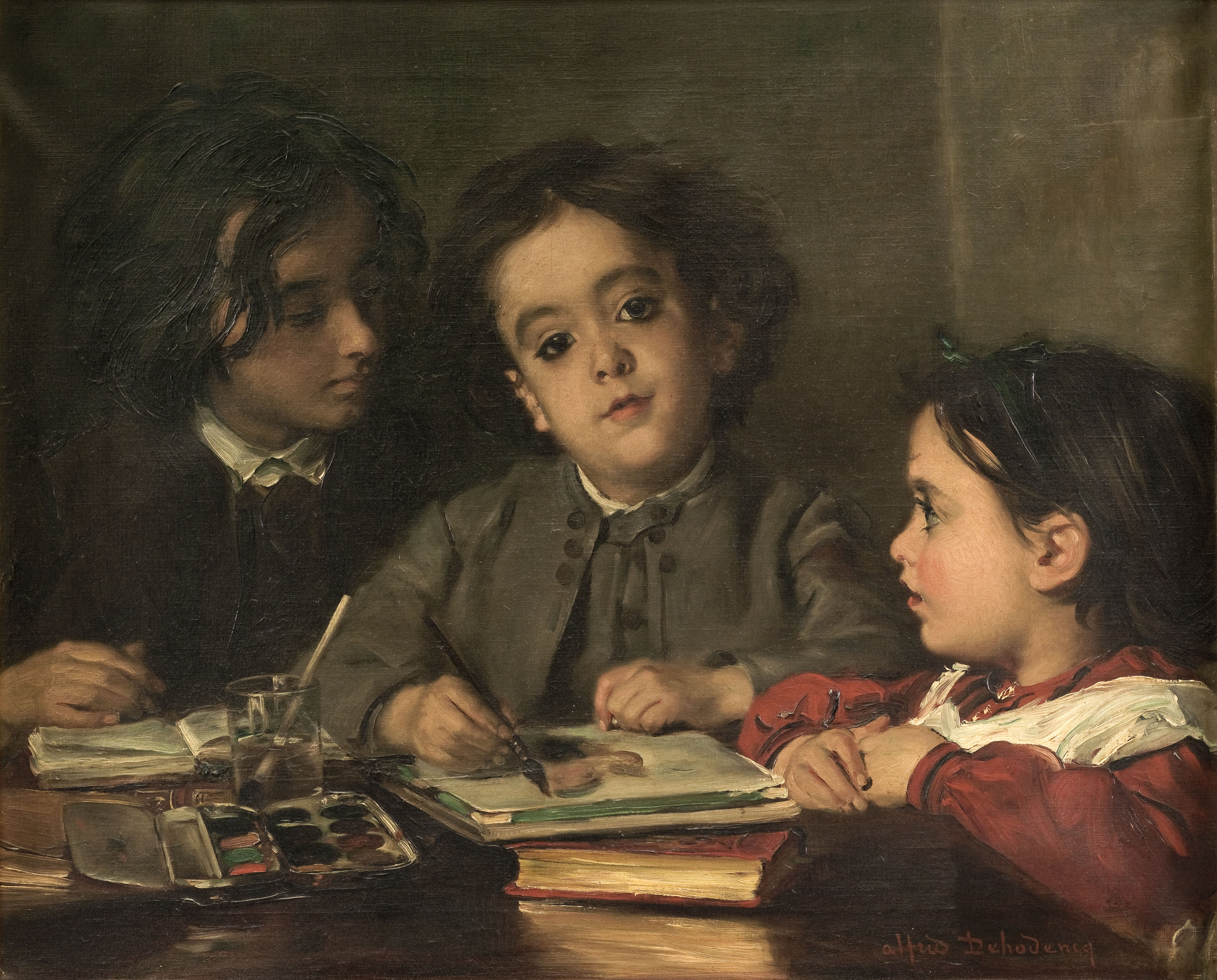
Alfred (links), Edmond (Mitte) und Marie, die Kinder des Malers Alfred Dehodencq 1872

Dehodencq war der Sohn des Malers Alfred Dehodencq und dessen Ehefrau Maria-Amalia (geborenen Calderón); einer entfernten Verwandten des spanischen Schriftstellers Pedro Calderón de la Barca, die er am Ende des Jahres 1857 in Cádiz geheiratet hatte, nachdem sie sich längere Zeit gesträubt hatte sich in einen Mann aus der Fremde zu verlieben. Seine Schwester Marie, die als viertes Kind der Familie in Paris geboren wurde, starb 1873. Seinen ersten künstlerischen Unterricht erhielt er durch seinen Vater, mit dem er 1863 nach Paris kam. Gefördert durch diesen konnte er bereits 1873 im Alter von 11 Jahren auf der großen Jahresausstellung des Pariser Salons mit dem Bild Oranges et Grenades oder Oranges et Pomegranates (Orangen und Granatäpfel) debütieren. Bis an sein Lebensende konnte er regelmäßig an diesen Ausstellungen teilnehmen.
Nach den Werken seines Vaters schuf Dehodencq viele seiner Radierungen, die später Gabriel Séailles als Illustrationen für seine Biographie über Alfred Dehodencq nutzte. Auf einer Ausstellung des Pariser Salons 1880 zeigte Dehodencq eine Bronzebüste seines Vaters, welche er für dessen Grabmal geschaffen hatte.
In der Biografie über seinen Vater vermerkte Gabriel Séailles:

« Edmond était merveilleusement doué; la peinture fut comme son langage naturel. A cinq ou six ans il exposait une nature morte, et on l’avait surnommé dans les ateliers le Mozart de la peinture. Elevé à la façon des maîtres de la Renaissance, il s’était approprié toutes les ressources de son art. [Il mourait en 1887, à peine âgé de vingt-trois ans] »

„Edmond war wunderbar begabt; Die Malerei war wie seine natürliche Sprache. Im Alter von fünf oder sechs Jahren stellte er ein Stillleben aus, und in den Ateliers wurde er der Mozart der Malerei genannt. Im Stil der Meister der Renaissance erzogen, eignete er sich alle Ressourcen seiner Kunst an. […] Er starb 1887 im Alter von knapp 23 Jahren.“

Demnach wäre er erst 1864 geboren worden, dann würde aber der Geburtsort nicht passen, da der Vater bereits seit 1863 wieder in Paris lebte.

## Familiengruft

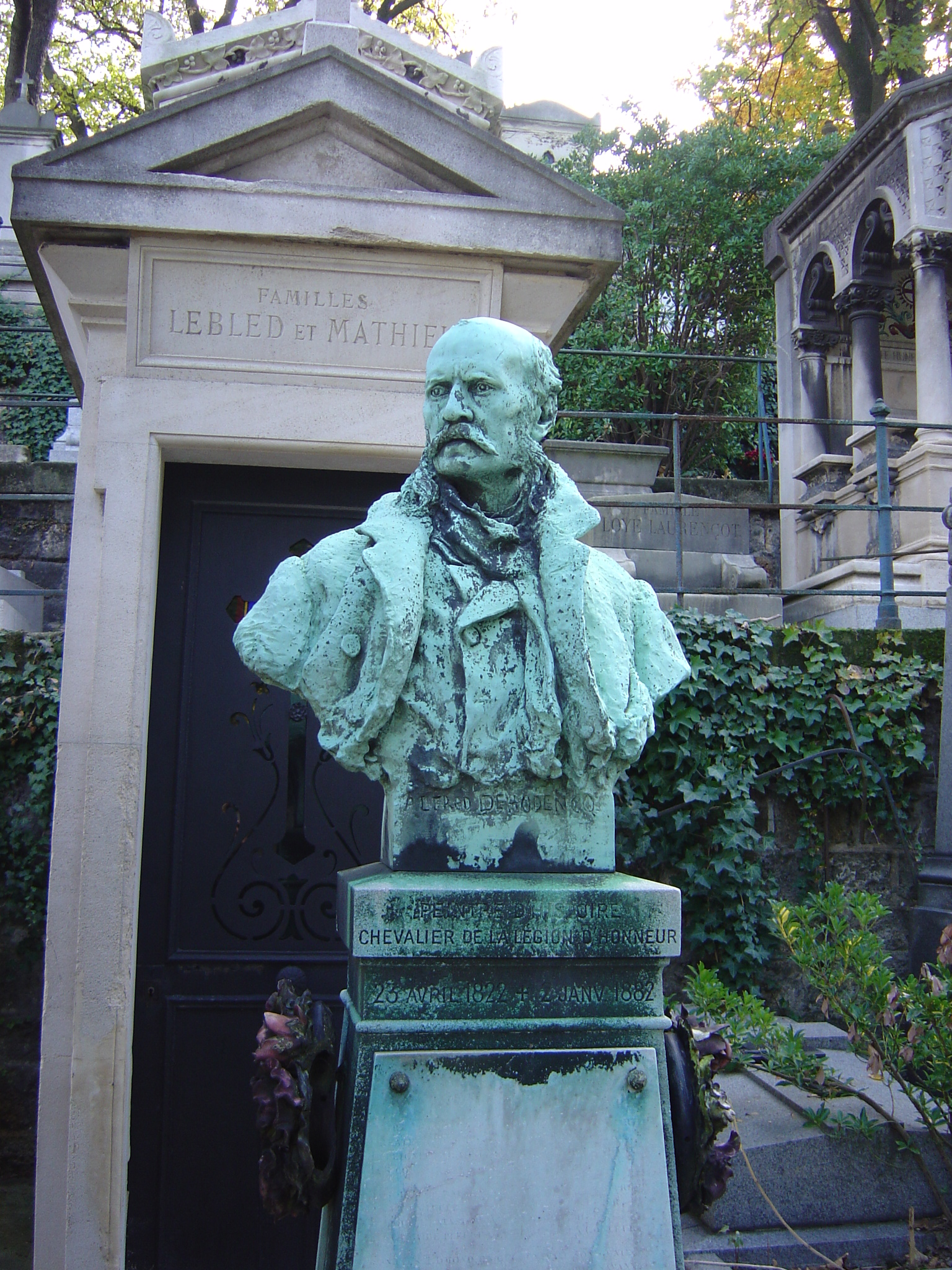
Büste und Familiengruft

Auf dem Friedhof von Montmartre befindet sich das Grab der Familie Dehodencq. Dort wurden Alfred Dehodencq, seine Frau, geborene Maria-Amalia Calderon de Sarmiento und vier ihrer Kinder: Manuel, Marie, Armand (Alfred-Armand-Louis) und Edmond.
Das Grabmal besteht aus einer Stele, auf der die Büste des Künstlers angebracht ist, die Dehodencq 1880 angefertigt hat, der 1887 im Alter von fünfundzwanzig Jahren starb. Auf dem Stein sind zwanzig Verse eingraviert, die Théodore de Banville 1887 zu Ehren von Dehodencq verfasste.

## Werke (Auswahl)

Porträt des Vaters kurz vor seinem Tod 1882

- Italienne 1876
- Büste des Vaters 1880
- Départ pour le labour 1882
- Porträt Alfred Dehodencq 1882
- Giungol 1887